# Kanton Montfort-sur-Meu
Der Kanton Montfort-sur-Meu (bretonisch Kanton Moñforzh) ist seit 1790 ein französischer Kanton im Arrondissement Rennes, im Département Ille-et-Vilaine und in der Region Bretagne; sein Hauptort ist Montfort-sur-Meu.

## Geschichte
Der Kanton entstand am 15. Februar 1790. Von 1801 bis 2015 gehörten elf Gemeinden zum Kanton Montfort-sur-Meu (bis 1993 Kanton Montfort). Mit der Neuordnung der Kantone in Frankreich stieg die Zahl der Gemeinden 2015 auf 15. Die Gemeinde Clayes wechselte 2015 zum Kanton Melesse, die Gemeinden La Chapelle-Thouarault und Le Verger zum Kanton Le Rheu. Zu den verbleibenden 8 Gemeinden des alten Kantons Montfort-sur-Meu kamen 7 der 8 Gemeinden des bisherigen Kantons Plélan-le-Grand hinzu.

## Lage
Der Kanton liegt im Westen des Départements Ille-et-Vilaine.

## Gemeinden

### Kanton  seit 2015
Der Kanton besteht aus 15 Gemeinden mit insgesamt 38.979 Einwohnern (Stand: 1. Januar 2022) auf einer Gesamtfläche von 457,52 km²:
| Gemeinde                | Gallo          | Bretonisch            | Einwohner (2022) | Fläche (km²) | Code postal | Code Insee |
| ----------------------- | -------------- | --------------------- | ---------------- | ------------ | ----------- | ---------- |
| Bédée                   | Bedésc         | Bezeg                 | 4.571            | 38,95        | 35137       | 35023      |
| Breteil                 | Bertoelh       | Brezhiel              | 3.678            | 14,70        | 35160       | 35040      |
| Iffendic                | Fendic         | Ilfentig              | 4.603            | 73,66        | 35750       | 35133      |
| La Nouaye               | Lanóas         | Lanwaz                | 357              | 2,77         | 35137       | 35203      |
| Maxent                  | Maczant        | Skirioù-Masen         | 1.457            | 39,72        | 35380       | 35169      |
| Monterfil               | Mósterfiu      | Mousterfil            | 1.352            | 16,94        | 35160       | 35187      |
| Montfort-sur-Meu        | Monfort-Lacann | Moñforzh              | 6.767            | 14,02        | 35160       | 35188      |
| Paimpont                | Penpont        | Pemport               | 1.778            | 110,28       | 35380       | 35211      |
| Plélan-le-Grand         | Ploelan        | Plelann-Veur          | 4.063            | 49,74        | 35380       | 35223      |
| Pleumeleuc              | Ploemenoec     | Pleveleg              | 3.535            | 19,51        | 35137       | 35227      |
| Saint-Gonlay            | Saent-Gólei    | Sant-Gonlei           | 381              | 9,26         | 35750       | 35277      |
| Saint-Péran             | Saent-Peran    | Sant-Pêran            | 415              | 9,37         | 35380       | 35305      |
| Saint-Thurial           | Saent-Turiau   | Sant-Turiav-Porc'hoed | 2.165            | 18,01        | 35310       | 35319      |
| Talensac                | Talanczac      | Talenseg              | 2.530            | 21,61        | 35160       | 35331      |
| Treffendel              | Terfandèu      | Trevendel             | 1.327            | 18,98        | 35380       | 35340      |
| Kanton Montfort-sur-Meu | Monfort-Lacann | Moñforzh              | 38.979           | 457,52       | -           | 3516       |

### Kanton Montfort-sur-Meu bis 2015
Der alte Kanton Montfort-sur-Meu bestand aus elf Gemeinden auf einer Fläche von 213,27 km². Diese waren: Bédée, Breteil, La Chapelle-Thouarault, Clayes, Iffendic, Montfort-sur-Meu (Hauptort), La Nouaye, Pleumeleuc, Saint-Gonlay, Talensac und Le Verger.

## Bevölkerungsentwicklung
| 1962   | 1968   | 1975   | 1982   | 1990   | 1999   | 2006   | 2012   |
| ------ | ------ | ------ | ------ | ------ | ------ | ------ | ------ |
| 11.311 | 11.392 | 13.490 | 18.756 | 20.867 | 22.884 | 26.047 | 28.510 |

## Politik
Im 1. Wahlgang am 22. März 2015 erreichte keines der vier Wahlpaare die absolute Mehrheit. Bei der Stichwahl am 29. März 2015 gewann das Gespann Anne-Françoise Courteille (DVG)/Christophe Martins (PRG) gegen Frédérique Porcher/Xavier Rodier (beide FN) mit einem Stimmenanteil von 73,21 % (Wahlbeteiligung:52,60 %).
Seit 1945 hatte der Kanton folgende Abgeordnete im Rat des Départements:
| Vertreter im conseil général des Départements | Vertreter im conseil général des Départements | Vertreter im conseil général des Départements |
| Amtszeit                                      | Name                                          | Partei                                        |
| --------------------------------------------- | --------------------------------------------- | --------------------------------------------- |
| 1945–1976                                     | Émile Tardif                                  | MRP, dann CD                                  |
| 1976–1989                                     | Roger Beaulieu                                | PS                                            |
| 1989–2008                                     | Victor Préauchat                              | PS                                            |
| 2008–2015                                     | Christophe Martins                            | PRG                                           |
| 2015–                                         | Anne-Françoise Courteille Christophe Martins  | DVG PRG                                       |